# بيل أتكينسون (عالم)
بيل أتكينسون (بالإنجليزية: Bill Atkinson) (و. 1951  م) هو مبرمج، ومصور، ومهندس، وعالم حاسوب أمريكي. تعلم في جامعة واشنطن، وجامعة كاليفورنيا، سان دييغو.

## جوائز
حصل على جوائز منها:
- جائزة الرواد لمؤسسة التخوم الإلكترونية.